# Misliče
Misliče – wieś w Słowenii, w gminie Divača. W 2018 roku liczyła 30 mieszkańców.